# انتخابات الرئاسة الليتوانية 2019
انتخابات الرئاسة الليتوانية 2019 هي انتخابات رئاسية جرت في 12 مايو 2019، في ليتوانيا، لانتخاب رئيس ليتوانيا.
فاز بالانتخابات غيتاناس ناوسيدا.

## المرشحين
| المرشح          | الحزب | عدد الأصوات | عدد المقاعد |
| --------------- | ----- | ----------- | ----------- |
| غيتاناس ناوسيدا |       |             |             |